# Everardo Luís de Württemberg
Everardo Luís de Württemberg (Stuttgart, 18 de setembro de 1676 – Ludwigsburgo, 31 de outubro de 1733) foi o décimo duque de Württemberg desde 1692 até sua morte.

## Biografia
Everardo Luís nasceu em Estugarda, o terceiro filho do duque Guilherme Luís e da sua esposa, a condessa Madalena Sibila de Hesse-Darmstadt. Após a morte prematura e súbita do seu pai em 1677, a corte real decidiu entregar a sua guarda ao seu tio, o duque Frederico Carlos de Württemberg-Winnental.
Em 1693, Madalena Sibila conseguiu fazer com que Everardo Luís, na altura com dezasseis anos de idade, fosse proclamado prematuramente duque de Württemberg pelo imperador Leopoldo I. O jovem duque não mostrava grande interesse por assuntos de estado. Everardo foi descrito pelos seus contemporâneos como superficial e facilmente influenciável. O duque preferia caçar e deixou a administração do seu país nas mãos dos seus conselheiros. Em 1697, casou-se com a duquesa Joana Isabel de Baden-Durlach.
Em 1707, tornou-se marechal-de-campo das tropas suábias na Guerra da Sucessão Espanhola.
Pouco antes de 1700, visitou o rei Luís XIV de França no Palácio de Versalhes e planeava fazer de Württemberg um estado absolutista. Aumentou os impostos, mas as finanças continuaram a ser um obstáculo. Em 1704, deu início à construção do Palácio de Ludwigsburg. Para poupar dinheiro permitiu que os trabalhos vivessem à volta do palácio sem pagar impostos durante quinze anos. Mais tarde, a cidade de Ludwigsburg começou a desenvolver-se a partir destas residências.

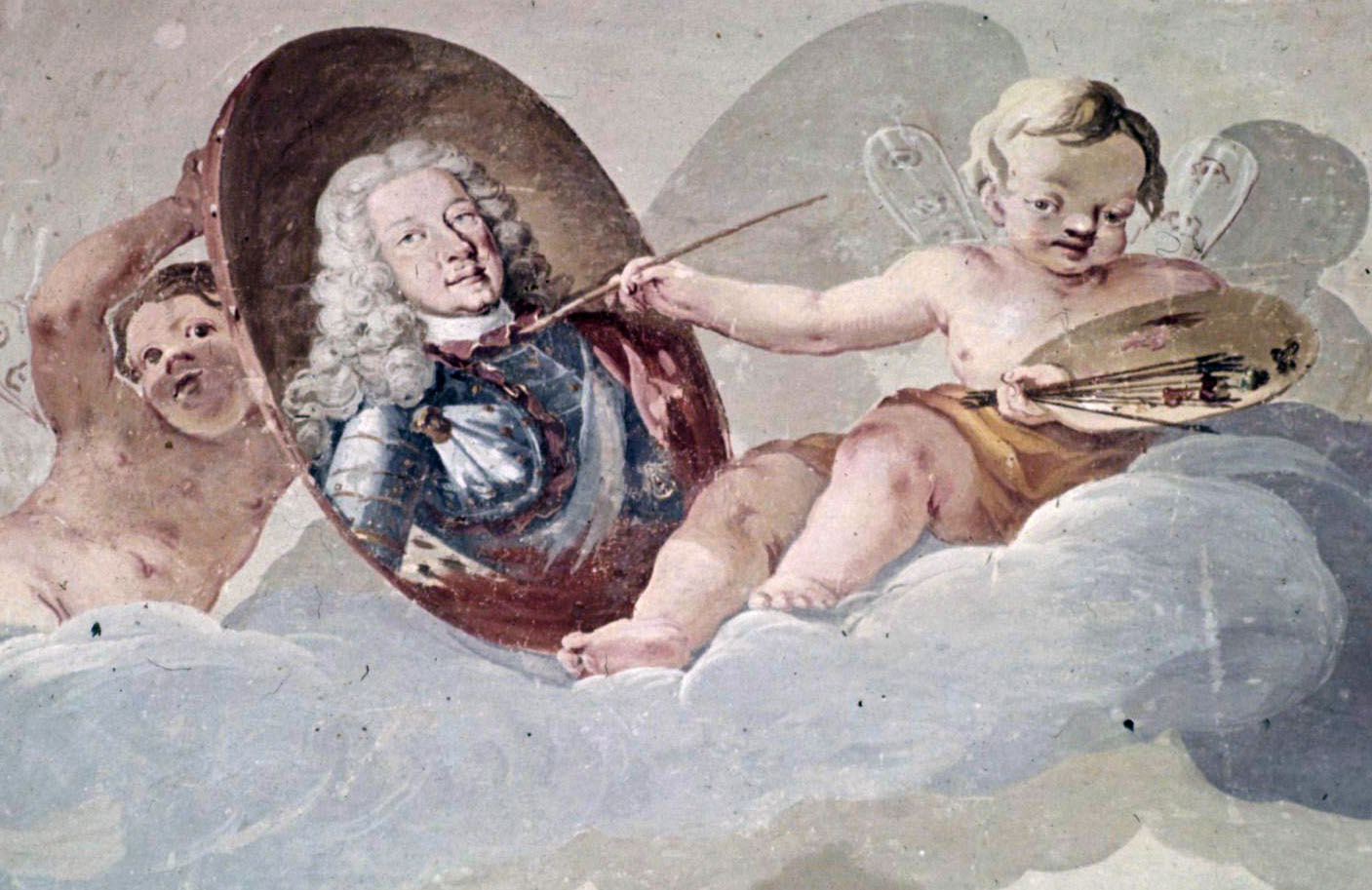
Everardo Luís, por Luca Antonio Colomba

A partir de 1711, Everardo Luís começou a passar mais tempo em Ludwigsburg, normalmente na companhia da sua amante, Wilhelmine von Grävenitz, com quem se tinha casado em 1707. Devido a pressões por parte do imperador, o casamento teve de ser dissolvido rapidamente e Grävenitz foi exilada. Everardo Luís seguiu-a para a Suíça onde ficou até 1710. A amante, que tinha muita influência no duque, recebeu autorização para regressar à corte real quando se casou com outro homem, o conde von Würben. Durante mais de duas décadas, Grävenitz influenciou fortemente o governo do ducado e foi ela que, juntamente com Everardo Luís, mudou a residência real e capital do ducado de Estugarda para a cidade de Ludwigsburgo, muito menos habitada. A duquesa Joana Isabel de Baden-Durlach permaneceu no palácio real em Estugarda.
Devido à morte prematura do seu único herdeiro, o príncipe Frederico Luís, em 1731, surgiu a ameaça de que o poder no ducado poderia passar para o lado católico da família, algo impensável no ducado protestante. Assim, Everardo Luís terminou a sua relação com Wilhelmine von Grävenitz na esperança de conseguir gerar um herdeiro com Joana Isabel, a sua esposa há muito esquecida. Contudo, como acabou por morrer subitamente com uma apoplexia, acabou por não deixar herdeiros. O ducado caiu nas mãos do seu sobrinho, o duque Carlos Alexandre, que se converteu ao protestantismo.

## Genealogia
| Everardo Luís de Württemberg | Pai: Guilherme Luís de Württemberg      | Avô paterno: Everardo III de Württemberg       | Bisavô paterno: João Frederico de Württemberg      |
| Everardo Luís de Württemberg | Pai: Guilherme Luís de Württemberg      | Avô paterno: Everardo III de Württemberg       | Bisavó paterna: Bárbara Sofia de Brandemburgo      |
| Everardo Luís de Württemberg | Pai: Guilherme Luís de Württemberg      | Avó paterna: Ana Catarina de Salm-Kyrburg      | Bisavô paterno: Otto II de Salm                    |
| Everardo Luís de Württemberg | Pai: Guilherme Luís de Württemberg      | Avó paterna: Ana Catarina de Salm-Kyrburg      | Bisavó paterna: Doroteia de Solms-Laubach          |
| Everardo Luís de Württemberg | Mãe: Madalena Sibila de Hesse-Darmstadt | Avô materno: Luís VI, Conde de Hesse-Darmstadt | Bisavô materno: Jorge II, Conde de Hesse-Darmstadt |
| Everardo Luís de Württemberg | Mãe: Madalena Sibila de Hesse-Darmstadt | Avô materno: Luís VI, Conde de Hesse-Darmstadt | Bisavó materna: Sofia Leonor da Saxónia            |
| Everardo Luís de Württemberg | Mãe: Madalena Sibila de Hesse-Darmstadt | Avó materna: Maria Isabel de Holstein-Gottorp  | Bisavô materno: Frederico III de Holstein-Gottorp  |
| Everardo Luís de Württemberg | Mãe: Madalena Sibila de Hesse-Darmstadt | Avó materna: Maria Isabel de Holstein-Gottorp  | Bisavó materna: Maria Isabel da Saxónia            |